# Польско-трансильванская граница
Польско-трансильванская граница — государственная граница между Княжеством Трансильвания и Речью Посполитой, существовавшая в 1568—1688 годах.

## История
Граница появилась в 1568 году, после присоединения к Восточно-Венгерскому королевству граничивших с Польшей венгерских комитатов — Унг, Берег и Мармарош.
В 1570 году Янош II Сигизмунд, сын Яноша Запольяи, отказался от претензий на титул «Король Венгрии» в пользу Максимилиана II, претендовавшего на этот титул с 1563 года. При этом Янош II оставил за собой титул «князь Трансильвании».
В 1571 году в Шпайере был подписан договор, согласно которому Янош II отказывался от титула «Король Венгрии», а для него создавалось новое княжество Трансильвания.
Граница существовала до возвращения комитатов под власть Венгрии в 1630 (Унг) и 1688 (Берег и Мармарош) годах.
Княжество Трансильвания находилось под постоянной угрозой нападения как Габсбургов, так и Османской империи. В 1660 году турки захватили Partium, но к концу века он снова стал трансильванским, чтобы впоследствии войти в домен Габсбургов (фактически — с 1687 года, юридически — с 1699, после подписания договора с Османской империей).
Неудача предпринятой князем Ференцем II Ракоци попытки отделиться от Габсбургов привела к упразднению в 1711 году трансильванской государственности.

## Описание
Граница шла от перекрёстка границ Венгрии, Польши и Трансильвании в Восточных Бещадах (на восток от Ужоцкого перевала) в юго-восточном направлении по хребтам Горганув, Чарногоры, до перекрёстка границ Польши, Трансильвании и Молдавии в Розрогах (вершина Крецела) в Мармарошских Карпатах.